# كيم تشان-هي
كيم تشان-هي (هانغل: 김찬희) هو لاعب كرة قدم كوري جنوبي في مركز الهجوم، ولد في 25 يونيو 1990 في كوريا الجنوبية. لعب مع بوهانغ ستيلرز.

## وصلات خارجية
- كيم تشان-هي على موقع دوري كوريا الجنوبية (الإنجليزية)
- كيم تشان-هي على موقع قاعدة بيانات كرة القدم.إي يو (الإنجليزية)